# 千昇秀貴
千昇 秀貴（せんしょう ひでき、1983年10月14日 - ）は、モンゴル国ウランバートル出身で式秀部屋に所属していた元大相撲力士。本名はエンフバートル・バヤルバト（モンゴル語キリル文字表記：Эрхбаатарын Баярбат）。身長181cm、体重139kg、血液型はO型。最高位は東十両14枚目（2012年3月場所）。好物は寿司。

## 人物
2000年に7人のモンゴル人と共に来日した。その7人の中で最も早く入門の内定を受けるなど当初の期待度は高かった。この時に共に来日したモンゴル人の中には、横綱・白鵬や元前頭・猛虎浪がいる。そして実業団の摂津倉庫相撲部で相撲の稽古を積んだ後に式秀部屋に入門し、2001年3月場所に初土俵を踏んだ。初土俵の同期には前頭・翔天狼がいる。「千昇」という四股名は、師匠である8代式秀親方（元小結・大潮）が「通算勝ち星964勝を記録した自分を超えてほしい」との願いを込めて、「1000勝」という言葉と掛けて命名した。序二段へ昇進した同年7月場所では負け越したものの、序ノ口へ陥落した翌9月場所では6勝1敗の好成績を挙げて優勝決定戦まで進出した。6人による優勝決定戦では2回戦の巴戦で同じモンゴル出身の大翔地（芝田山部屋）に敗れて優勝は逃した。
入門から3年半が経過した2004年9月場所において5人のモンゴル人力士と共に幕下へ昇進し、その後は幕下に定着した。2008年11月場所には7戦全勝の成績を挙げて優勝決定戦まで進出するものの、十両昇進を確定的にしていた琴国に敗れて、ここでも各段優勝を逃した。2005年5月場所からは四股名を「大想源」（だいそうげん）と改名するが、2007年5月場所に再び四股名を「千昇」へと戻した。
東幕下4枚目の位置まで番付を上げた2009年1月場所では、十両の土俵にも上がり北桜（のちに北桜が式秀部屋を継承したので、師匠と対戦経験をもつという珍しいことになった）と安壮富士と対戦したがいずれも敗れ、3勝4敗と負け越した。同年5月場所において7番相撲の春日国（春日山部屋）戦で右膝の靱帯を断裂する重傷を負い、翌7月場所から3場所連続して休場し、序二段にまで番付を落とした。
西序二段31枚目の位置で迎えた2010年1月場所では6勝1敗と大きく勝ち越し、三段目に復帰した翌3月場所では7戦全勝の成績で三段目優勝を果たした。翌5月場所に幕下へ復帰し、西幕下14枚目の位置で迎えた2011年11月場所では6勝1敗の成績を挙げて優勝決定戦へ進出し、優勝決定戦を制して初の幕下優勝を果たした。
西幕下3枚目の位置で迎えた2012年1月場所では、6番相撲終了時点で4勝2敗とし、あと1番勝てば悲願の関取昇進という時点で、デビューから27戦無敗・全勝なれば史上最速で各段1場所通過となる佐久間山との7番相撲が組まれた。取組では佐久間山に終始上手を与えずに上手投げで破り、佐久間山の記録を阻止すると同時に、自身も式秀部屋が創設されて以来初の関取昇進に向けて価値ある白星を挙げ、翌3月場所において新十両への昇進を果たした。初土俵から所要65場所での新十両は、外国出身力士としては史上1位のスロー昇進記録となった。その3月場所では4日目から6連敗と振るわず、9日目の徳真鵬との対戦で右母指基節骨骨折で全治6週間という重傷を負って10日目からは休場し、2勝8敗5休と大きく負け越して1場所で幕下へと陥落した。
2012年5月場所での全休を経て、翌7月場所からは幕下で4場所連続して勝ち越しを決め、2013年3月場所において十両へ復帰した。しかし、その3月場所では4勝11敗と大敗し、翌5月場所では再び幕下へ陥落した。以降は関取に戻ることはなく、幕下に在位していた2015年1月場所千秋楽に現役引退を表明した。同年2月14日に東京都新宿区内のホテルで断髪式を行った。本人は現役中の2013年秋にモンゴル国立農業大学の通信制課程に入学しており、引退後は学業に励みながら農業関連の事業に従事する予定だと報じられた。

## エピソード
- 千昇が入門した当時、式秀部屋のおかみであった波多野晴代（8代式秀夫人）は、最初に「言葉を覚えないとしっかり理解し合えない」と、入門から3週間はモンゴル人留学生に通訳を頼んで大阪や名古屋などを回りながら、千昇に対して日本の言葉やしきたりなどをひとつひとつ教えた。歌で言葉を覚えてもらおうと、カラオケに連れて行ったりもしたという。本人は分からない漢字の読みは兄弟弟子に聞き、携帯電話の変換機能などを使って漢字と読みを一致させて日本語を覚えていった。その努力の甲斐あって、今では「新聞は楽ちんで読める」ほど、日本語の読み書きではモンゴル人力士の中でも随一と言っていいほどの語学能力を身に付けている。「成せばなる成さねばならぬ何事も」が本人の好きな言葉だという[8]。
- 一緒にモンゴルから来日した白鵬は、2012年1月場所前には千昇を宮城野部屋での出稽古に誘ったり、2011年夏には宮城野部屋と大島部屋の徳島合宿にも千昇を呼ぶなど、千昇のことを常に気に掛けてきた。白鵬は千昇の断髪式の際の記者会見において「（千昇の引退は）さみしいですね。第二の人生では横綱・大関を目指してほしい」と語った。千昇は白鵬に関して「（白鵬は）大横綱だし、親友でもあるし、尊敬している。（1学年）年下だけど兄貴みたいに引っ張ってくれる」と語っている[8]。

## 主な成績
- 通算成績：300勝250敗41休  勝率.545
- 十両成績：6勝19敗5休 勝率.240
- 幕下成績：197勝168敗21休  勝率.540
- 現役在位：83場所
- 十両在位：2場所
- 幕下在位：55場所
- 各段優勝
  - 幕下優勝：1回（2011年11月場所）
  - 三段目優勝：1回（2010年3月場所）

### 場所別成績
| | 一月場所 初場所（東京） | 三月場所 春場所（大阪） | 五月場所 夏場所（東京） | 七月場所 名古屋場所（愛知） | 九月場所 秋場所（東京）   | 十一月場所 九州場所（福岡） |
| --- | ----------------------- | ----------------------- | ----------------------- | --------------------------- | ------------------------- | --------------------------- |
| 2001年 （平成13年） | x                       | （前相撲）              | 東序ノ口24枚目 4–3      | 西序二段117枚目 3–4         | 東序ノ口8枚目 6–1         | 東序二段47枚目 3–4          |
| 2002年 （平成14年） | 東序二段64枚目 2–5      | 西序二段89枚目 6–1      | 西序二段13枚目 5–2      | 東三段目78枚目 4–3          | 東三段目62枚目 2–5        | 西三段目87枚目 4–3          |
| 2003年 （平成15年） | 西三段目70枚目 3–4      | 西三段目87枚目 4–3      | 西三段目70枚目 5–2      | 西三段目36枚目 3–4          | 東三段目54枚目 3–3–1      | 西三段目73枚目 3–4          |
| 2004年 （平成16年） | 西三段目83枚目 5–2      | 東三段目52枚目 4–3      | 西三段目34枚目 5–2      | 東三段目7枚目 5–2           | 東幕下46枚目 4–3          | 東幕下41枚目 5–2            |
| 2005年 （平成17年） | 東幕下27枚目 3–4        | 西幕下35枚目 4–3        | 西幕下30枚目 3–4        | 西幕下38枚目 4–3            | 西幕下33枚目 5–2          | 東幕下21枚目 4–3            |
| 2006年 （平成18年） | 西幕下15枚目 4–3        | 西幕下10枚目 3–4        | 東幕下16枚目 1–6        | 西幕下40枚目 5–2            | 西幕下25枚目 4–3          | 西幕下19枚目 1–6            |
| 2007年 （平成19年） | 西幕下43枚目 4–3        | 西幕下37枚目 4–3        | 東幕下32枚目 3–4        | 西幕下39枚目 5–2            | 東幕下26枚目 4–3          | 東幕下20枚目 5–2            |
| 2008年 （平成20年） | 東幕下13枚目 3–4        | 東幕下21枚目 5–2        | 西幕下11枚目 2–6        | 西幕下24枚目 休場 0–0–7     | 西三段目4枚目 5–2         | 東幕下42枚目 7–0            |
| 2009年 （平成21年） | 西幕下4枚目 3–4         | 東幕下8枚目 2–5         | 西幕下16枚目 2–5        | 西幕下31枚目 休場 0–0–7     | 西三段目11枚目 休場 0–0–7 | 西三段目71枚目 休場 0–0–7   |
| 2010年 （平成22年） | 西序二段31枚目 6–1      | 西三段目67枚目 優勝 7–0 | 東幕下40枚目 3–4        | 東幕下50枚目 4–3            | 東幕下40枚目 4–3          | 東幕下31枚目 2–5            |
| 2011年 （平成23年） | 東幕下49枚目 5–2        | 八百長問題 により中止   | 東幕下34枚目 5–2        | 東幕下15枚目 3–4            | 東幕下19枚目 4–3          | 西幕下14枚目 優勝 6–1       |
| 2012年 （平成24年） | 西幕下3枚目 5–2         | 東十両14枚目 2–8–5      | 西幕下9枚目 休場 0–0–7  | 西幕下49枚目 5–2            | 東幕下36枚目 6–1          | 東幕下15枚目 6–1            |
| 2013年 （平成25年） | 東幕下2枚目 4–3         | 西十両14枚目 4–11       | 西幕下6枚目 3–4         | 東幕下13枚目 4–3            | 東幕下12枚目 4–3          | 東幕下8枚目 3–4             |
| 2014年 （平成26年） | 東幕下13枚目 4–3        | 東幕下9枚目 3–4         | 西幕下13枚目 3–4        | 東幕下19枚目 5–2            | 西幕下11枚目 2–5          | 西幕下25枚目 4–3            |
| 2015年 （平成27年） | 西幕下20枚目 引退 1–6–0 | x                       | x                       | x                           | x                         | x                           |
| 各欄の数字は、「勝ち-負け-休場」を示す。 優勝 引退 休場 十両 幕下 三賞：敢=敢闘賞、殊=殊勲賞、技=技能賞 その他：★=金星 番付階級：幕内 - 十両 - 幕下 - 三段目 - 序二段 - 序ノ口 幕内序列：横綱 - 大関 - 関脇 - 小結 - 前頭（「#数字」は各位内の序列） |                         |                         |                         |                             |                           |                             |

## 改名歴
- 千昇 秀貴（せんしょう ひでき）2001年3月場所 - 2005年3月場所
- 大想源 秀貴（だいそうげん -）2005年5月場所 - 2007年5月場所
- 千昇 秀貴（せんしょう -）2007年7月場所 - 2015年1月場所